# Uitvaart

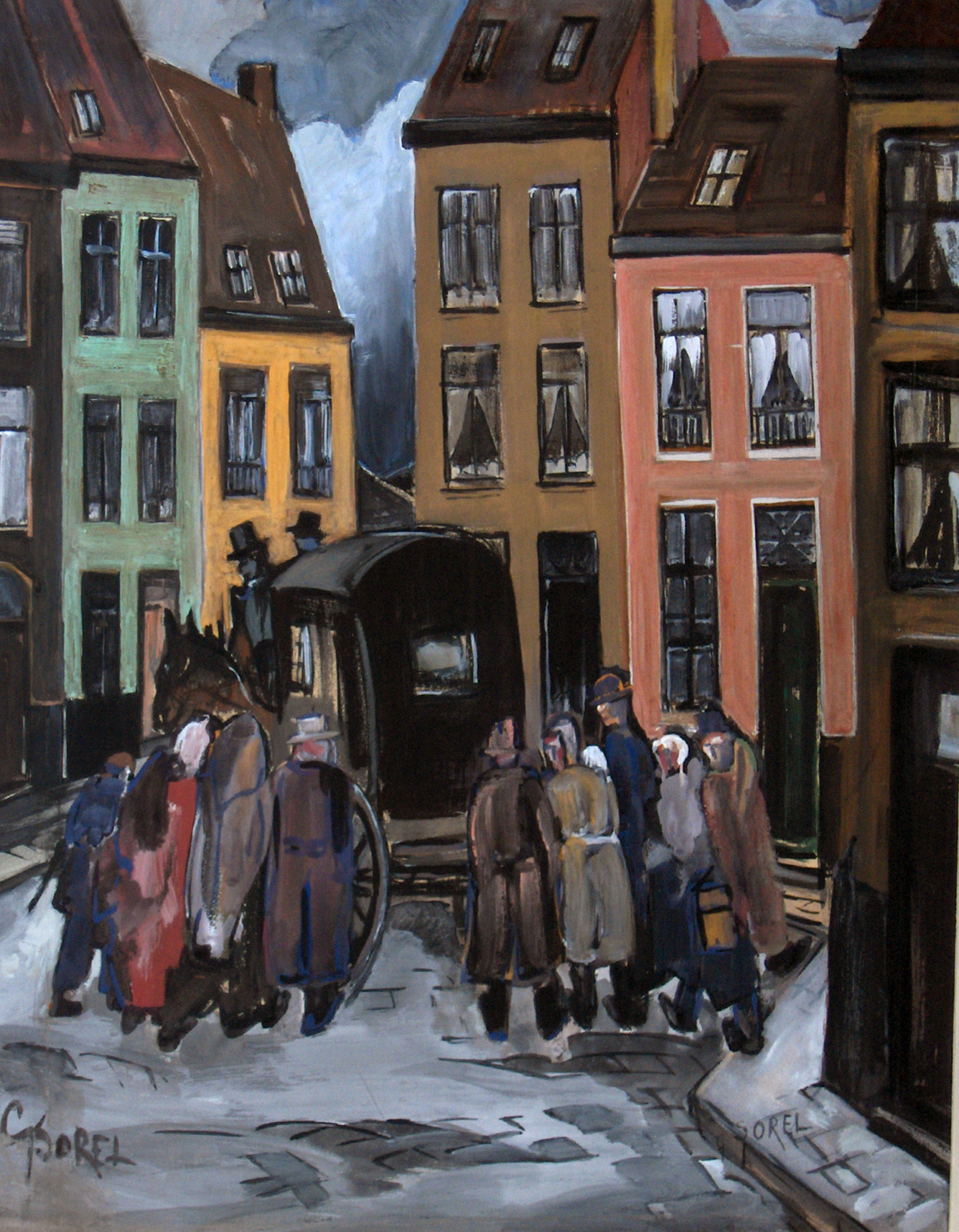
Gustaaf Sorel, Het armenkarretje

Een uitvaart of lijkbezorging is het geheel van handelingen, plechtigheden en rituelen na het overlijden van een persoon met betrekking tot het lichaam van een overledene.

## Wetgeving in Nederland
In Nederland zijn de regels omtrent de manier waarop moet worden omgegaan met het lichaam van een overledene, vastgelegd in de Wet op de lijkbezorging (Wlb.) en het daarbij horende Besluit op de Lijkbezorging. Het uitgangspunt van de wet is dat op een waardevolle en respectvolle manier wordt omgegaan met overledenen. De uitvaart bestaat uit een begrafenis, een crematie of ter beschikking stellen aan de wetenschap. Het begrip 'begrafenis' omvat zowel de uitvaartbijeenkomst als de teraardebestelling; met 'crematie' worden de uitvaartbijeenkomst en de lijkverbranding bedoeld, maar meestal niet de asbestemming.
Een uitvaart wordt verzorgd in opdracht van een natuurlijk persoon of een rechtspersoon. De wet legt hier de belangrijkste rol bij de nabestaanden. Daaronder vallen een levenspartner, directe familie en goede vrienden. Vaak is de opdrachtgever een van de nabestaanden, soms is het een persoon die de overledene heeft benoemd of aangewezen bij testament, codicil of scenarium.
Degene die opdracht geeft voor begraving of crematie en daarvoor verlof vraagt, is als enige verantwoordelijk voor het regelen van de lijkbezorging, waaronder begrepen het geven van bestemming aan de as (art. 18 lid 1, lid 2 Wlb). Een ieder kan verlof vragen en opdracht geven tot het houden van een uitvaart. 
Het komt ook voor dat nabestaanden weigeren opdracht voor de uitvaart te geven, of dat de overledene geen bekende nabestaanden had en zelf niets heeft geregeld. In dat geval bepaalt de Wet op de lijkbezorging dat de gemeente waarin het overlijden heeft plaatsgevonden verantwoordelijk is voor de uitvaart. Zijn of worden nabestaanden bekend bij de gemeente dan kan de gemeente proberen de kosten op hen te verhalen.

### Wensen overledene
Bij het verzorgen van een uitvaart dienen de wensen of vermoedelijke wensen van de overledene, voor zover bekend, zoveel mogelijk te worden gevolgd, tenzij dat redelijkerwijs niet gevergd kan worden (art. 18, eerste lid Wlb.). Deze wensen kunnen worden vastgelegd bij notariële akte of bij codicil, ook door personen die niet bekwaam zijn een uiterste wil te maken (art. 19, eerste lid Wlb.). Maar ook op een andere manier vastgelegde wensen dienen te worden gerespecteerd, voor zover voor alle betrokkenen duidelijk is dat dit de wens van de overledene was. Is bij testament of codicil iemand aangewezen om de uitvaart te regelen, dan mag deze persoon dat dus niet naar eigen inzicht doen, tenzij dat als uitdrukkelijke wens in de uiterste wil is opgenomen. Een grote meerderheid van de Nederlandse bevolking vindt het belangrijk dat hun uitvaart wordt geregeld volgens hun wensen.
Het staat opdrachtgever niet vrij om het lichaam van overledene of de as een bestemming te geven die niet overeenkomt met de wens of vermoedelijke wens van de overledene en de wensen van opdrachtgever mogen niet van doorslaggevende betekenis zijn, tenzij dat de wens van overledene was. Wanneer onder nabestaanden onenigheid bestaat over de vermoedelijke wensen van overledene, dient bij beslissingen rekening te worden gehouden met de belangen van de direct nabestaanden. Mochten er concrete objectiveerbare aanwijzingen zijn dat een opdrachtgever niet zal handelen volgens de wensen van overledene, dan kunnen nabestaanden een beslissing van de rechter inroepen.

## Modernisering
Andere nog niet toegestane technieken in België en Nederland zijn resomeren waarbij een lichaam wordt opgelost in een chemisch bad tot poeder, composteren waarbij een lichaam in een ecologisch laken wordt gewikkeld en op een bedje van stro of houtsnippers gelegd. Daaroverheen wordt een stofje gestrooid dat het versneld laat composteren. Bij cryomeren wordt het lichaam eerst bevroren. Vervolgens wordt het ondergedompeld in een vloeibare oplossing, die het lichaam een broze structuur geeft. Daarna wordt het aan trillingen blootgesteld, waardoor het in kleine delen uiteen valt. Er blijft zo'n 25 tot 30 kilo droog poeder over. Het toestaan van dergelijke technieken is onderwerp van gesprek in het Nederlandse parlement.

## Uitvaart in het buitenland
Om een overledene in het buitenland te mogen begraven of cremeren moet toestemming worden gevraagd om het stoffelijk overschot te exporteren. Per land kunnen afzonderlijke eisen worden gesteld. Voor vervoer naar sommige landen bestaat een balsemplicht voorafgaand aan het vervoer en voor sommige landen is het verplicht de lijkkist te verzegelen. Bij transport moet de kist vaak voorzien worden van een zinken binnenkist.
Voor vervoer van een overledene over de grens is een officieel document nodig: een 'laissez-passer' of een 'lijkenpas'. Sommige landen eisen dat hierop ook de doodsoorzaak wordt vermeld, terwijl het in andere landen (waaronder Nederland) juist niet toegestaan is om vertrouwelijke medische gegevens (zoals de doodsoorzaak) beschikbaar te stellen aan niet-artsen (zoals de douane).

## Online volgen van een uitvaartplechtigheid
Voor nabestaanden die de uitvaart niet fysiek kunnen bijwonen wordt het vaak mogelijk gemaakt de uitvaartplechtigheid online te volgen via een livestream. Soms is de plechtigheid ook achteraf nog online te bekijken/beluisteren, of een opname (bijvoorbeeld op dvd) te ontvangen. Gedurende de coronacrisis nam het online bijwonen van uitvaarten toe, mede doordat het aantal fysiek aanwezigen vanwege de covid-19-maatregelen beperkt werd.

## Duurzame uitvaart
In toenemende mate groeit de belangstelling voor een duurzaam uitvaartcentrum. Hierbij wordt rekening gehouden met de impact van de uitvaart op het milieu. Voorbeelden zijn biologisch afbreekbare kisten of urnen, natuurbegraafplaatsen, lijkwades van natuurlijke materialen en het beperken van vervoer en bloemen. Bij crematies wordt soms gekozen voor installaties met een lagere CO₂-uitstoot of hergebruik van restwarmte. Ook bij het drukwerk en de catering wordt steeds vaker gekeken naar duurzame alternatieven. In Nederland zijn inmiddels meerdere aanbieders en locaties gespecialiseerd in milieubewuste uitvaarten.